# Лангирано
Лангирано је насеље у Италији у округу Парма, региону Емилија-Ромања.
Према процени из 2011. у насељу је живело 5894 становника. Насеље се налази на надморској висини од 274 м.

## Становништво
| 1951. | 1961. | 1971. | 1981. | 1991. | 2001. | 2011. |
| ----- | ----- | ----- | ----- | ----- | ----- | ----- |
| 7.209 | 6.554 | 6.562 | 7.138 | 7.532 | 8.388 | 9.784 |